# 창난현

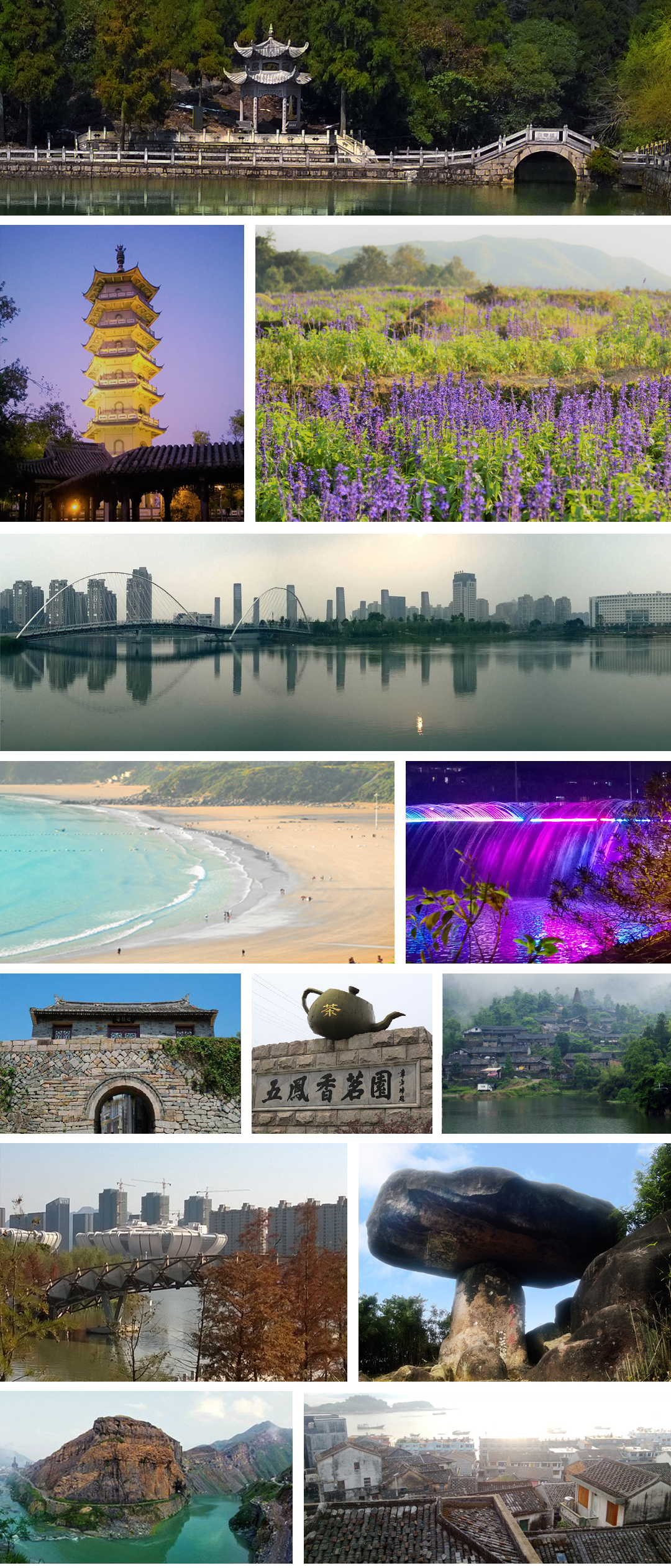

창난현(한국어: 창남현, 중국어: 苍南县, 병음: Cāngnán Xiàn)은 중화인민공화국 저장성 원저우시의 현급 행정구역이다. 넓이는 1272km2이고, 인구는 2007년 기준으로 1,250,000명이다.

## 행정 구역
20개 진, 14개 향, 2개 민족향을 관할한다.
- 진: 灵溪镇, 龙港镇, 宜山镇, 芦浦镇, 莒溪镇, 舥艚镇, 钱库镇, 望里镇, 观美镇, 藻溪镇, 桥墩镇, 炎亭镇, 金乡镇, 大渔镇, 矾山镇, 赤溪镇, 马站镇, 霞关镇, 沿浦镇, 南宋镇.
- 향: 凤池乡, 浦亭乡, 腾垟乡, 云岩乡, 仙居乡, 新安乡, 括山乡, 五凤乡, 石坪乡, 龙沙乡, 昌禅乡, 中墩乡, 渔寮乡, 蒲城乡.
- 민족향: 凤阳畲族乡, 岱岭畲族乡.